# デュー・デート 〜出産まであと5日!史上最悪のアメリカ横断〜
『デュー・デート 〜出産まであと5日!史上最悪のアメリカ横断〜』（原題：Due Date）は、2010年公開のアメリカ映画。トッド・フィリップス監督によるコメディ・ロードムービーで、主演はロバート・ダウニー・Jrとザック・ガリフィアナキス。

## ストーリー
仕事でアトランタに来ていたピーター・ハイマン（ロバート・ダウニー・Jr）は、妻の出産に立ち会うため飛行機でロサンゼルスへ帰ろうとするが、俳優志望のイーサン・トレンブレー（ザック・ガリフィアナキス）とのトラブルに巻き込まれ飛行機の搭乗拒否リストに載ってしまう。
身分証明書の入った財布を機内に忘れたピーターは、イーサンが借りたレンタカーに乗りロサンゼルスへ帰ることになるが、全く気が合わないイーサンのおかげで行く先々でトラブルの連続。果たしてピーターは妻の出産に立ち会うことが出来るのであろうか。

## キャスト
※括弧内は日本語吹替
- ピーター・ハイマン - ロバート・ダウニー・Jr（藤原啓治）
- イーサン・トレンブレー - ザック・ガリフィアナキス（遠藤純一）
- サラ・ハイマン - ミシェル・モナハン（よのひかり）

ピーターの妻。
- ダリル - ジェイミー・フォックス（楠大典）

ピーターの友人。
- ハイジ - ジュリエット・ルイス（藤貴子）

マリファナの売人。
- ロニー - ダニー・マクブライド

ウエスタンユニオンの社員。
- リムジン運転手 - ブロディ・スティーブンス（松本保典）
- 空港の保安検査員 - RZA
- TSAの職員 - マット・ウォルシュ（小室正幸）
- 連邦捜査員 - マルコ・ロドリゲス（松本保典）
- 新しい父親 - キーガン＝マイケル・キー
- バリー - トッド・フィリップス（桐本琢也）

ハイジの同居人。
- アラン・ハーパー - ジョン・クライヤー（桐本琢也）

テレビドラマ『チャーリー・シーンのハーパー★ボーイズ』の登場人物。
- チャーリー・ハーパー - チャーリー・シーン（松本保典）

テレビドラマ『チャーリー・シーンのハーパー★ボーイズ』の登場人物。

## 製作
撮影はアトランタやラスクルーセスで行われた。
中盤まで二人が移動する車はスバルのインプレッサである。